# Sportvagns-VM 2014
Sportvagns-VM 2014 (en. 2014 FIA World Endurance Championship) är den tredje säsongen av internationella bilsportförbundet FIA:s världsmästerskap i sportvagnsracing. Mästerskapet omfattade 8 deltävlingar.

## Tävlingskalender
| Datum        | Tävling                           | Segrare LMP1-H Team                               | Segrare LMP1-L Team                            | Segrare LMP2 Team                                   | Segrare LMGTE Pro Team                             | Segrare LMGTE Am Team                                 |
| Datum        | Tävling                           | Segrare LMP1-H Förare                             | Segrare LMP1-L Förare                          | Segrare LMP2 Förare                                 | Segrare LMGTE Pro Förare                           | Segrare LMGTE Am Förare                               |
| ------------ | --------------------------------- | ------------------------------------------------- | ---------------------------------------------- | --------------------------------------------------- | -------------------------------------------------- | ----------------------------------------------------- |
| 20 april     | Silverstone 6-timmars             | Toyota Racing                                     | Rebellion Racing                               | OAK Racing                                          | Porsche AG Team Manthey                            | Aston Martin Racing                                   |
| 20 april     | Silverstone 6-timmars             | Sébastien Buemi Anthony Davidson Nicolas Lapierre | Mathias Beche Nick Heidfeld Nicolas Prost      | Julien Canal Olivier Pla Roman Rusinov              | Marco Holzer Richard Lietz Frédéric Makowiecki     | David Heinemeier Hansson Kristian Poulsen Nicki Thiim |
| 3 maj        | Spa 6-timmars                     | Toyota Racing                                     | Rebellion Racing                               | OAK Racing                                          | AF Corse                                           | AF Corse                                              |
| 3 maj        | Spa 6-timmars                     | Sébastien Buemi Anthony Davidson Nicolas Lapierre | Mathias Beche Nick Heidfeld Nicolas Prost      | Julien Canal Olivier Pla Roman Rusinov              | Gianmaria Bruni Toni Vilander                      | Luís Pérez Companc Marco Cioci Mirko Venturi          |
| 14-15 juni   | Le Mans 24-timmars                | Audi Sport Team Joest                             | Rebellion Racing                               | SMP Racing                                          | AF Corse                                           | Aston Martin Racing                                   |
| 14-15 juni   | Le Mans 24-timmars                | Marcel Fässler André Lotterer Benoît Tréluyer     | Mathias Beche Nick Heidfeld Nicolas Prost      | Sergey Zlobin Anton Ladygin Mika Salo               | Gianmaria Bruni Giancarlo Fisichella Toni Vilander | David Heinemeier Hansson Kristian Poulsen Nicki Thiim |
| 20 september | Circuit of the Americas 6-timmars | Audi Sport Team Joest                             | Rebellion Racing                               | KCMG                                                | Aston Martin Racing                                | Aston Martin Racing                                   |
| 20 september | Circuit of the Americas 6-timmars | Marcel Fässler André Lotterer Benoît Tréluyer     | Mathias Beche Nick Heidfeld Nicolas Prost      | Matthew Howson Richard Bradley Tsugio Matsuda       | Darren Turner Stefan Mücke                         | Paul Dalla Lana Pedro Lamy Christoffer Nygaard        |
| 12 oktober   | Fuji 6-timmars                    | Toyota Racing                                     | Rebellion Racing                               | OAK Racing                                          | AF Corse                                           | Aston Martin Racing                                   |
| 12 oktober   | Fuji 6-timmars                    | Sébastien Buemi Anthony Davidson                  | Dominik Kraihamer Andrea Belicchi Fabio Leimer | Julien Canal Olivier Pla Roman Rusinov              | Gianmaria Bruni Toni Vilander                      | David Heinemeier Hansson Kristian Poulsen Nicki Thiim |
| 2 november   | Shanghai 6-timmars                | Toyota Racing                                     | Rebellion Racing                               | OAK Racing                                          | Porsche AG Team Manthey                            | Aston Martin Racing                                   |
| 2 november   | Shanghai 6-timmars                | Sébastien Buemi Anthony Davidson                  | Mathias Beche Nick Heidfeld Nicolas Prost      | Julien Canal Olivier Pla Roman Rusinov              | Patrick Pilet Frédéric Makowiecki                  | Paul Dalla Lana Pedro Lamy Christoffer Nygaard        |
| 15 november  | Bahrain 6-timmars                 | Toyota Racing                                     | Rebellion Racing                               | KCMG                                                | AF Corse                                           | Aston Martin Racing                                   |
| 15 november  | Bahrain 6-timmars                 | Alexander Wurz Stéphane Sarrazin Mike Conway      | Dominik Kraihamer Andrea Belicchi Fabio Leimer | Matthew Howson Richard Bradley Alexandre Imperatori | Gianmaria Bruni Toni Vilander                      | David Heinemeier Hansson Kristian Poulsen Nicki Thiim |
| 30 november  | São Paulo 6-timmars               | Porsche Team                                      | Rebellion Racing                               | KCMG                                                | Aston Martin Racing                                | Aston Martin Racing                                   |
| 30 november  | São Paulo 6-timmars               | Marc Lieb Romain Dumas Neel Jani                  | Dominik Kraihamer Andrea Belicchi Fabio Leimer | Matthew Howson Richard Bradley Alexandre Imperatori | Darren Turner Stefan Mücke                         | Paul Dalla Lana Pedro Lamy Christoffer Nygaard        |

## Slutställning
| Klass     | Förare                                                        | Märke   | Team                |
| --------- | ------------------------------------------------------------- | ------- | ------------------- |
| LMP1-H    | Sébastien Buemi Anthony Davidson                              | Toyota  |                     |
| LMP1-L    | Mathias Beche Nick Heidfeld Nicolas Prost                     |         | Rebellion Racing    |
| LMP2      | Sergey Zlobin                                                 |         | SMP Racing          |
| LMGTE Pro | Gianmaria Bruni Toni Vilander                                 | Ferrari | AF Corse            |
| LMGTE Am  | David Heinemeier Hansson Christoffer Nygaard Kristian Poulsen |         | Aston Martin Racing |